# Colonia Paraíso Escondido, Morelos
Colonia Paraíso Escondido är en ort i Mexiko.   Den ligger i kommunen Yecapixtla och delstaten Morelos, i den sydöstra delen av landet, 70 km söder om huvudstaden Mexico City. Colonia Paraíso Escondido ligger 1 423 meter över havet och antalet invånare är 367.
Terrängen runt Colonia Paraíso Escondido är kuperad åt nordost, men åt sydväst är den platt. Runt Colonia Paraíso Escondido är det tätbefolkat, med 613 invånare per kvadratkilometer. Närmaste större samhälle är Cuautla Morelos, 5,9 km söder om Colonia Paraíso Escondido. Omgivningarna runt Colonia Paraíso Escondido är en mosaik av jordbruksmark och naturlig växtlighet.